# Nationale Musikuniversität Bukarest
Die Nationale Musikuniversität Bukarest (rumän. Universitatea Națională de Muzică București, UNMB) ist eine staatliche Musikhochschule in der rumänischen Hauptstadt Bukarest. Sie ist in zwei Fakultäten aufgeteilt: die Fakultät für Komposition, Musikwissenschaft und Musikpädagogik und die Fakultät für darstellende Kunst. Amtierende Rektorin der UNMB ist Diana Moș.

## Geschichte
Die Hochschule wurde im Juni 1863 durch ein Dekret von Fürst Alexandru Ioan Cuza als Konservatorium für Musik und Deklamation unter der Leitung des Komponisten Alexandru Flechtenmacher eröffnet. 1931 wurde dank der Bemühungen des Komponisten George Enescu das Konservatorium zu einer königlichen Akademie, die unter der Schirmherrschaft von Karl II. stand. 1950, zur Zeit des Kommunismus, wurde die Akademie wieder zu einem Konservatorium, das nach dem Komponisten Ciprian Porumbescu benannt wurde. Zur selben Zeit wurde die Schauspielabteilung zu einem eigenen Theaterinstitut umgestaltet und nach dem Schriftsteller Ion Luca Caragiale benannt. Von 1990 bis 1998 hieß die Hochschule Musikakademie Bukarest, danach Musikuniversität Bukarest. Im Jahre 2001, zwölf Jahre nach der Rumänischen Revolution, erteilte die rumänische Regierung der Hochschule den Status einer nationalen Universität.

## Berühmte Lehrer
- Florica Musicescu (1887–1969), rumänische Pianistin und Musikpädagogin
- Anatol Vieru (1926–1998), rumänischer Komponist
- Alice Voinescu (1885–1961), rumänische Philosophin und Theaterhistorikerin

## Berühmte Absolventen
- Achim Stoia (1910–1973), rumänischer Komponist, Dirigent und Hochschullehrer
- Marius Constant (1925–2004), französischer Komponist und Dirigent
- Anatol Vieru (1926–1998), rumänischer Komponist
- Nicolae Herlea (1927–2014), rumänischer Opernsänger
- Myriam Marbe (1931–1997), rumänische Pianistin und Komponistin
- Alexander Šumski (1933–2022), rumänisch-deutscher Dirigent, Pianist, Komponist, Musikwissenschaftler und Hochschullehrer
- Carmen Hanganu (1934–2024), Opernsängerin
- Mihai Moldovan (1937–1981), rumänischer Komponist
- Sorin Lerescu (* 1953), rumänischer Komponist
- Franz Metz (* 1955), deutscher Organist, Musikwissenschaftler und Dirigent
- Angela Gheorghiu (* 1965), Sängerin
- Octavian Ursu (* 1967), deutscher Politiker
- Rucsandra Popescu (* 1980), rumänische Komponistin und Pianistin